# Shrouq Al Aila
Shrouq Al Aila  est une photographe et journaliste palestinienne de la bande de Gaza qui a pris la direction d'Ain Media, agence de presse cofondée dans le quartier de Rimal à Gaza par son mari Roshdi Sarraj et Yasser Mourtaja.,.
Mourtaja meurt en avril 2018 touché par une balle israélienne en couvrant la deuxième marche du retour organisée à Gaza. À l’automne 2023, Sarraj collabore à l'enquête du quotidien Le Monde sur la rivière Wadi Gaza, publié dans l'édition datée du 7 octobre 2023. Alors qu'ils se trouvent tous deux à l'étranger au moment de l'attaque du Hamas contre Israël d'octobre 2023, Roshdi Sarraj et Shrouq Al Aila rentrent précipitamment à Gaza avec leur fille alors âgée d'un an. Le 22 octobre 2023, leur domicile est bombardé : Saraj protège sa femme et sa fille, mais il meurt sur le coup. Elle prend alors sa suite pour diriger Ain Media et réalise un reportage remarqué diffusé sur M6  pour lequel elle reçoit en 2024 le Prix international de la liberté de la presse, .
Déplacée à Deir el-Balah où elle rencontre l'historien français Jean-Pierre Filiu en janvier 2025, elle continue à assurer la couverture de la guerre de Gaza.